# Зажече (гмина)
Зажече (пол. Zarzecze, русифиц. Заречье) — сельская гмина (волость) в Польше, входит как административная единица в Пшеворский повет, Подкарпатское воеводство. Население — 7156 человек (на 2004 год).

## Демография
| Перепись                       | Всего   | Всего | Женщины | Женщины | Мужчины | Мужчины |
| ------------------------------ | ------- | ----- | ------- | ------- | ------- | ------- |
| Единицы                        | человек | %     | человек | %       | человек | %       |
| Население                      | 7156    | 100   | 3637    | 50,8    | 3519    | 49,2    |
| Плотность населения (чел./км²) | 145,3   | 145,3 | 73,9    | 73,9    | 71,5    | 71,5    |

## Соседние гмины
1. Гмина Каньчуга
2. Гмина Павлосюв
3. Гмина Прухник
4. Гмина Пшеворск
5. Пшеворск
6. Гмина Розвеница